# مارسل د مولدر
مارسل د مولدر (انگلیسی: Marcel De Mulder; ۲۹ مارس ۱۹۲۸ – ۱۸ مهٔ ۲۰۱۱) دوچرخه‌سوار اهل بلژیک بود.